# فامنین
فامنین یکی از شهرهای استان همدان و مرکز شهرستان فامنین است.
این شهر در ۱۴۰ کیلومتری جادهٔ ساوه به همدان و در ۷۰ کیلومتری همدان قراردارد.
در زمان صفویه دارای بازار بوده و در بین بلاد شمالی همدان مرکزیت داشته است. مردم فامنین به زبان ترکی آذربایجانی سخن می‌گویند.

## جمعیت
طبق سرشماری عمومی نفوس ومسکن ایران در سال۱۳۹۵ جمعیت این شهر ۱۴۲۰۸ نفر (۳٬۸۴۷ خانوار) بوده‌است.

## جاذبه گردشگری
دشت فامنین از گذشته‌های دور استقرارگاه بشر بوده است. غار قلعه جوق، امامزاده ازناو (سلجوقی)، پل جهان‌آباد و حمام قدیمی شهر فامنین (دوره پهلوی اول) جزء آثار تاریخی فامنین است. فامنین به معنای سرزمین مادری یا مادر سرزمین ها است که توسط مادها نام گذاری شده‌است.
- غار قلعه‌جوق که از آثار دورهٔ پیش از اسلام است از نقاط دیدنی فامنین است.[۴] غار در منتهی‌الیه شرق فامنین واقع شده‌است.
- امامزاده عین و غین (دوره سلجوقیان) در روستای تاریخی ازناو در بخش پیشخور
- کاروانسرای یارم قیه
- چشمه سوره دهله در روستای رضاباغی
- آتشکده قره تپه
- پل تاریخی جهان‌آباد
- برج گلشن
- حمام تاریخی شهر فامنین

## چهره‌های مشهور
- محمد مفتح[۵] روحانی شيعه بود که در ۲۷ آذرماه ۱۳۵۸ به دست گروه فرقان ترور شد.
- غیاث الدین طه محمدی نماینده سابق ولی فقیه و امام جمعه شهر همدان و عضو سابق مجلس خبرگان رهبری
- یحیی دولتی[۶][۷][۸] فوق تخصص پوست و مو و همچنین بنیانگذار کلینیک تخصصی پوست و مو در ایران
- روح‌الله سهرابی[۹] نویسنده و کارگردان سینما و تلویزیون ایران. ازجمله آثار او فیلم سینمایی خاکستر و برف[۱۰] و سریال ۵۰ قسمتی آرام می‌گیریم،[۱۱]،[۱۲]،[۱۳][۱۴][۱۵] است که در نظر سنجی مردمی، پرمخاطب‌ترین سریال سال ۱۳۹۵ ایران لقب گرفت.
- سعید خلیلی طراح جلوه های بصری و فیلمساز

## در قدیم
در فرهنگ جغرافیایی ایران جلد ۵ دربارهٔ فامنین آمده‌است: قصبه‌ای از دهستان درجزین بخش رزن شهرستان همدان که در ۳۱ هزار گزی جنوب قصبهٔ رزن به همدان واقع است. جلگه‌ای سردسیر، مالاریائی و دارای ۴۱۷۰ تن سکنه‌ است. آب آنجا از قنات تأمین می‌شود و محصول عمده‌اش غلات، حبوبات، صیفی، لبنیات است و شغل اهالی، زراعت و گله داری و صنعت دستی زنان، قالی بافی است. دارای ۵۰ دکان و یک دبستان است. راه فرعی شوسه دارد.

## فروچاله های دشت فامنین
به دنبال وقوع چندین مورد پدیده فروچاله و ایجاد گودال بزرگ در محدوده اراضی کشاورزی دشت‌های فوق در طی سال‌های ۱۳۷۰ الی ۱۳۸۲ و با توجه به نزدیکی برخی از این گودال‌ها به محل سازه های مهم منطقه از جمله نیروگاه شهید مفتح همدان و همچنین ایجاد خسارات وارده به اراضی کشاورزی و خطرات احتمالی ناشی از وقوع این پدیده در منطقه، یک سری مطالعات پایه سیستماتیک به منظور شناسائی و شناخت و ارزیابی علل ایجاد شد و وضعیت منطقه از نظر ریسک وقوع به مرحله اجراء درآمد. ساختار زیرسطحی دشت‌های فوق و وجود یک زون گسل در توده سنگ‌های بستر آهکی و آهکی مارنی اولیگومیوسن و پوشش آبرفتی بضخامت حدود ۱۰۰ تا ۱۵۰ متر و همچنین افزایش افت سطح آب زیرزمینی در طی دو دهه گذشته به عنوان مهمترین علل در تسریع و شکل گیری وقوع فروچاله ها در منطقه است.